# 山名祐豊
山名 祐豊（やまな すけとよ）は、戦国時代の武将、戦国大名。但馬国守護。宗詮と号した。

## 生涯

### 前半生
永正8年（1511年）、山名致豊の次男として生まれる。叔父で但馬守護（山名氏宗家家督）を務めていた山名誠豊の後継者となり、大永8年（1528年）の誠豊の死去によって山名氏の家督を継いだ。
ただ、誠豊の後継者となった祐豊の名はしばらく記録には全く現れず、天文9年（1540年）10月に伯耆に侵入して尼子氏と戦った記録で姿を現す。父・誠豊は細川高国と結んで細川晴元と対抗していたが、祐豊は晴元方に転じた。これは急速に台頭してきた尼子氏が高国派であったために、敵対する晴元側に移ったとみられている。この読みは当たって大物崩れで高国は滅亡、天文9年（1540年）12月には従五位下右衛門督に任ぜられ、同じ頃には上洛して晴元・六角定頼・細川元常と共に幕政に参画していた形跡がみられる。
天文11年（1542年）に生野で生野銀山が発見されたことにより、祐豊は銀山経営のために先祖が築いた生野城を大規模に改修した。元は単なる山城であったが、山麓に館を設け近世に通じる役所的な役割を城に持たせた。また、山名氏歴代は臨済宗の信奉者であったが祐豊もこの例にもれず、生野城の山麓に銀山寺を建立した。もっとも、但馬国内でも祐豊が完全に掌握できていたのは出石郡のみで、朝来郡には太田垣輝延、養父郡に八木豊信、気多郡には垣屋光成、城崎郡には田結庄是義、三含郡に垣屋豊続、七美郡には田公豊高、二方郡に塩冶高清が割拠していた。
この頃の山名氏は但馬守護家と因幡守護家に分裂していたため、祐豊は山名氏の統一を目指して天文17年（1548年）に因幡守護で一族の山名誠通を討ち取り、新たな領主として弟の豊定を因幡守護代（陣代）として任命し、因幡の安定を計った。しかし、天文21年（1552年）に尼子晴久が山名氏が代々守護に任じられてきた因幡・伯耆・備後を含んだ6か国の国主に任ぜられた。この背景には晴元が失脚して祐豊の中央への影響力が低下したことが背景にあったとみられている。これに対して、和智誠春のようにあくまでも祐豊を国主として奉じて尼子氏に抵抗する動きもあったがその和智氏でさえも、現実に軍事的影響力を行使できる大内氏や毛利氏に接近するようになっていく。
永禄3年（1560年）、弟・豊定が死去すると、自らの長男・山名棟豊を守護代として派遣した。永禄9年（1566年）5月に棟豊も死去した（享年18）。そのため次男・氏煕（のちの義親）が代わって嫡子となった。また、父から引き継いだ山名氏の本拠地で但馬守護所である此隅山城を拡大し、戦国時代に相応しい大城塞として本国の守りも固めた。
永禄7年（1564年）には反抗的な因幡の国人・武田高信を攻めるが失敗した。永禄12年（1569年）、尼子勝久や山中幸盛ら尼子氏残党軍が出雲国に侵攻すると、これを支援して毛利元就とも戦っている。
永禄12年（1569年）、織田氏の木下秀吉（後の豊臣秀吉）や坂井正尚の軍勢が但馬に侵攻した。この時期の織田氏と毛利氏は関係が悪化する前であり、毛利元就は朝山日乗を介して織田信長と交渉して、但馬国と因幡国の境を織田氏と毛利氏の勢力圏の境界線とすることで合意していたとも言われている。
『細川両家記』や『重編応仁記』によると織田方の軍勢は8月1日に但馬に入り、同13日には帰国したといい、鉄砲隊の威力に押されたとみられ、国衆の被官人の離反などもあり、約2週間の電撃戦で此隅山城や垣屋城などが落城し、生野銀山も制圧されたという。その結果、祐豊は但馬国を追われて和泉国堺まで下った。

### 後半生
堺では商人の渡辺宗陽を頼ったという。その後、領内に山鉄の山地や生野銀山をもっていた山名氏に強い関心を持っていた今井宗久が仲介し、坂井正尚や別所重棟も動員して永禄12年（1569年）の冬には但馬国への復帰が実現した（『今井宗久日記』）。元亀4年（1573年）正月には次子の義親が死去している（享年21歳）。また、この頃に自身は名を韶凞（あきひろ）と改めたという。
山名氏が居城を此隅山城から有子山城に移したのは天正2年（1574年）頃とされる。
天正2年（1574年）10月、甥の山名豊国が毛利氏と和睦し祐豊の重臣・太田垣輝延も毛利方の吉川元春と和睦して、豊国や輝延の勧めを受けて天正3年（1575年）1月には祐豊も毛利氏と和睦・同盟を結んだ。山名氏と毛利氏の同盟（芸但同盟）は、尼子勝久とこれを奉じる山中幸盛ら尼子氏の遺臣や彼らの勧誘で反毛利行動を起こした三村氏や浦上氏に対抗する意図で結ばれたもので、織田氏との対決を意図したものではなかったことには注意を要する。なお、天正3年（1575年）11月24日に山名家臣の八木豊信は吉川元春に書状を送っており、出石の山名氏や竹田の太田垣氏が信長に懇望して明智光秀が丹波に侵攻し、荻野直正が黒井城に籠ったことなどが書かれているが、この時点では毛利氏と織田氏は決定的に対立していたわけではないとされる。実際に前述の荻野直正が輝延の竹田城に攻め込んでいるのは、輝延が毛利氏と結んだ後も織田派とみなされていたことによる。
ところが天正3年（1575年）以降、毛利氏に敵対した末に備前を追われた浦上宗景や尼子勝久・山中幸盛主従などが信長のもとを頼り、織田氏と毛利氏の関係が急速に悪化することになる。天正4年（1576年）に入ると、山名氏や重臣である垣屋氏・太田垣氏は織田氏との関係を絶って毛利氏との同盟を強める路線を取るようになる。祐豊や豊国は織田政権が但馬・因幡の国主としての地位を否認したことに不満を持っており、太田垣氏は鉱山利権を巡る織田氏との対立、垣屋氏は海運を通じて毛利氏の領国と経済的に結びついていたことが毛利氏支持に向かわせたとみられる。更に赤松則房や宗景が先に織田氏の傘下に入り、嘉吉の変以来敵対関係にあった赤松氏と山名氏（およびその重臣であった浦上氏）の関係が判断に影響を与えた可能性もある。
これに信長は怒ったものの、播磨平定を最優先にする立場から直ちに行動を起こさなかった。再度の但馬出兵が開始されるのは天正5年（1577年）11月のことで、しかもそれは播磨平定を命じられていた羽柴秀吉が同地の安定のために信長の許しなく行ったものであったとされる。その後、毛利氏の援軍を得た毛利派の垣屋豊続が織田派の垣屋光成を攻めるなど但馬の戦局は毛利側有利に動くが、祐豊は必ずしも毛利軍と同調していた訳ではなく、国内では毛利派と織田派のにらみ合いが続いた。
天正6年（1578年）には織田方に付いていた別所長治の造反や荒木村重の離反があり、竹田城にいた秀長が秀吉に呼び戻されて但馬国では一時的に原状復帰がみられた。
しかし、天正8年（1580年）、秀吉は別所氏の三木城が落城させ播磨国を再制圧すると、同年4月に秀長を再び但馬国に侵入させ、5月16日に出石の有子山城は落城した（山名氏の系図には三男の氏政が因幡に出奔した日として記されている）。祐豊は5月21日に城内で病没し、出石の智明院に葬られたという。享年70。法名は銀山寺殿鐡壁韶熈大居士。